# دانشگاه امریکن
دانشگاه امریکن (به انگلیسی: American University) با نام اختصاری AU، یک دانشگاه خصوصی و معتبر واقع در واشینگتن دی سی در آمریکا می‌باشد. مسئولیت معاونت فنی این دانشگاه بر عهده یک ایرانی به نام حسن مروی است.

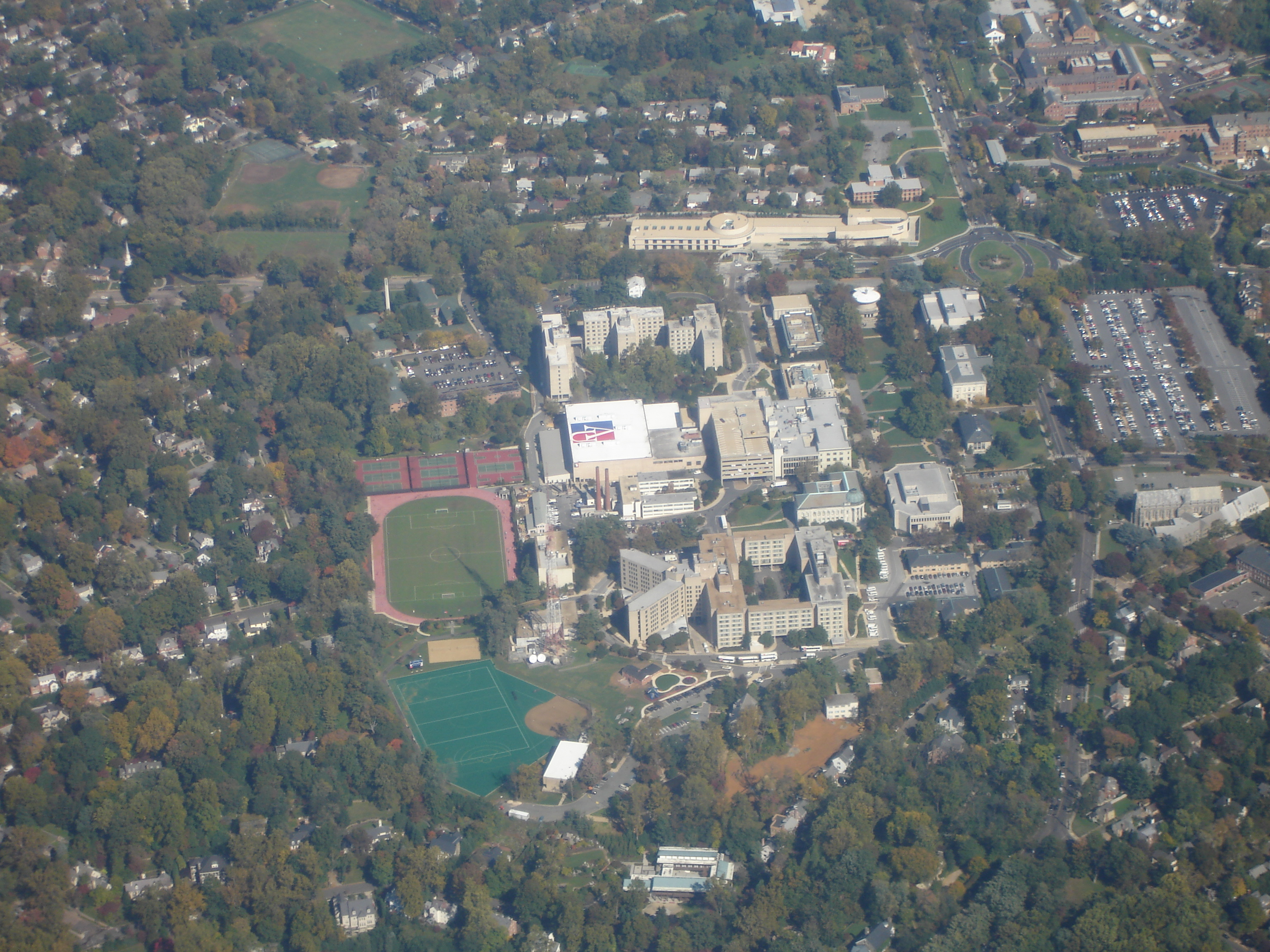
دانشگاه امریکن